# 92389 Gretskij
92389 Gretskij è un asteroide della fascia principale. Scoperto nel 2000, presenta un'orbita caratterizzata da un semiasse maggiore pari a 2,2233733 UA e da un'eccentricità di 0,1442656, inclinata di 8,66515° rispetto all'eclittica.